# Gornji paleolit
Gornji paleolit je treći ili poslednji period paleolita ili starijeg kamenog doba koje se odnosi na Evropu, Afriku i Aziju. Ovo se razdoblje smešta u vremenski okvir od pre 40.000 do pre 10.000 godina, kad je došlo do razvoja poljoprivrede, koja označava kraj paleolita. Moderni ljudi (Homo sapiens) se pojavljuju pre oko 200.000 godina i započinju proces migracija iz Afrike prema Aziji i Evropi, za vreme srednjeg paleolita. Do pre 40.000 godina način života ljudi se malo menjao u odnosu na njihove pretke, ali je u to vreme, u relativno kratkom roku, došlo do razvoja kulture s regionalnim specifičnostima, razvoja novih tehnologija i delotvornijih načina lova, a razvio se i profinjeniji smisao za estetiku. Ova se promena od srednjeg prema gornjem paleolitu naziva revolucijom gornjeg paleolita. Neandertalci nastavljaju da koriste musterijensku tehnologiju kamenog oruđa. Kojsanski narodi u Tanzaniji i Južnoj Africi su genetski u direktnom srodstvu s paleolitskim pripadnicima vrste Homo sapiens, te predstavljaju najstarije poznate ljudske kulture.
Najstariji oblici organizovanih naselja u obliku logorišta, ponekad s jamama za skladištenje hrane, mogu se pronaći u ovom razdoblju. Ova su naselja često podizana u uskim delovima dolina i klancima, verojatno da olakšaju lov na prolazeća krda životinja. Neka su logorišta verojatno bila naseljena tokom cele godine, iako se u većini slučajeva radilo o privremenim naseobinama, koje su se koristile tokom jedne sezone. Ljudi su logorišta napuštali kako bi koristili druge izvore hrane u drugim delovima godine. Tehnološki napredak je uključivao značajan razvoj proizvodnje kremenog oruđa uključujući manufakture temeljene na finim oštricama umesto jednostavnijih i kraćih krhotina. Šila izrađena od različitih materijala i kameno oruđe za struganje i poliranje omogućili su rad na kostima, rogovima i koži. Napredna lovačka koplja i harpuni se takođe pojavljuju u ovom razdoblju.
Umetnička dela onog doba doživljavaju procvat u obliku paleolitskih Venera, pećinskih slika, petroglifa te egzotičnih sirovina pronađenih daleko od mesta proizvodnje, što sugeriše nastanak trgovačkih veza među udaljenim zajednicama. Nastale su i složenije društvene grupe, kao posledica raznovrsnijih i pouzdanijih izvora hrane i specijalizovanih vrsta alata. To je verojatno podstaknulo jačanje grupne identifikacije ili nastanak etniciteta. Te su grupe počele da stvaraju specifične simbole i rituale koji su važan deo modernog ljudskog ponašanja. Razlozi za takve promene u ljudskom ponašanju su moguća posledica klimatskih promena tokom ovog geološkog razdoblja kojeg karakteriše veliki pad globalne temperature, što je sa sobom povlačilo pogoršanje ionako teške klime u poslednjem ledenom dobu. Ove su promene verovatno uzrokovale smanjenje zaliha iskoristivog drva i naterale ljude na korištenje drugih materijala, dok je kremen postao previše krhak na niskim temperaturama te se više nije mogao koristiti kao oruđe. Pretpostavlja se takođe da je pojava jezika bila glavni pokretač svih ovih promena. Složenost novih ljudskih mogućnosti ukazuje na to da su ljudi pre 40.000 godina bili manje u mogućnosti da dalekosežno planiraju, odnosno da je govor sve to promenio. Ova hipoteza nije široko prihvaćena, s obzirom da se ljudska filogenetska separacija dogodila u srednjem paleolitu.

## Način života i tehnologija
i neandertalci su koristili ista gruba kamana oruđa. Arheolog Ričard G. Klein, koji je intenzivno izučavao drevna kamena oruđa, smatra da je kamene alate arhaičnih hominida nemoguće kategorisati. Stiče se utisak kao da su neandertalci pravili kamene alate i da se nisu mnogo brinuli o njihovim konačnim oblicima. On tvrdi da skoro svuda, bilo da je to Azija, Afrika ili Evropa, pre 50.000 godina sva kamena oruđa su veoma slična jedna drugima i nisu sofisticirana.
Među artifaktima iz Afrike, arheolozi su utvrdili da se mogu klasifikovati i diferencirati oni koji su manje od 50.000 godina stari u više kategorija, kao što su vrhovi projektila, alati za graviranje, oštrice noževa, i alati za bušenje i probadanje. Ovi novi tipovi kamenog oružja su opisani kao jasno različiti jedni od drugih; svaki alat je imao specifčnu namenu. Osvajači, koji se obično nazivaju kro-magnoni, ostavili su mnoštvo sofisticiranih kamenih alata, uklesane i urezane komade od kostiju, slonovače i jelenskih rogova, pećinske slike i figure Venere.
Neandertalci su nastavili da koriste tehnologiju musterijenskog kamenog alata i verovatno šatelperonsku tehnologiju. Ovi alati su nestali iz arheoloških zapisa u isto vreme kad su i sami neandertalci nestali iz fosilnih zapisa, pre oko 40.000 godina. Naselja su često locirana u uskim podnožjima dolina, što je verojatno povezano za lovom na prolazeća krda životinja. Lov je bio važan, i irvasi/divlji jeleni „su možda bili vrsta od najvećeg pojedinačnog značaja u celokupnoj antropološkoj literaturi o lovu”. Tehnološki napreci uključujući znatan razvoj u manifakturi kamenog alata, sa fokusom na finim oštricama umesto jednostavnijih i kraćih klesanih oruđa. Alati za bušenje i deljanje su korišteni za obradu kostiju, jelenskih rogova i krzana. Napredna koplja i harpuni su se isto tako pojavili u ovom periodu, zajedno sa udicama za ribu, uljanim lampama, kanapom, i šivaćim iglama.
Promene u ljudskom ponašanju pripisane su promenama klime, koje su obuhvatale brojne globalne padove temperature. To je dovelo do pogoršanja već gorke hladnoće zadnjeg ledenog doba (koje se popularno mada nepravilno naziva zadnjim ledenim dobom). Takve promene su verovatno umanjile pristup upotrebljivom drvetu i navele ljude da traže druge materijale. Osim toga, kremeni kamen je postao krhak na niskim temperaturama, te nije mogao da služi kao alat. Pojedini naučnici samtraju da je pojava kompleksnog ili apstraktnog jezika omogućila te promene ljudskog ponašanja. Kompleksnost novih ljudskih sposobnosti sugeriše da su ljudi u manjoj meri imali sposobnost planiranja ili predviđanja pre 40.000 godina, i da je pojava kooperativne i koherentne komunikacije označila novu eru kulturnog razvoja.

## Promene klime i geografije
U Evropi je tokom gornjeg paleolita došlo do dramatičnih klimatskih promena, čime je obuhvaćen poslednji ledeni maksimum, najhladnija faza zadnjeg ledenog perioda, koja je trajala od pre oko 26,5 do 19 hiljada godina. Ovaj period je bio najhladniji na kraju, pre relativno brzog zagrejavanja (datumi donekle variraju za različite oblasti, i u različitim studijama). Tokom ledenog maksimuma, veći deo severne Evrope je bio pokriven ledenom pločom, što je prisililo ljudske populacije u oblasti poznate kao izbeglička staništa zadnjeg ledenog maksimuma, uključujući modernu Italiju i Balkan, delove Iberijskog poluostrva i oblasti oko Crnog mora.
Tokom ovog perioda su postojale kulture kao što su Solitrejska u Francuskoj i Španiji. Moguće je da se ljudski život nastavio povrh ledene ploče, ali o tome je veoma malo poznato, i vrlo malo o ljudskom životu koji je prethodio evropskim ledenjacima. U ranom delu ovog perioda, do oko pre 30 hiljada godina, musterijanski pluvijal učinio je severnu Afriku, uključujući Saharu, dobro zalivenom i sa nižim temperaturama nego danas; nakon završetka pluvijala Sahara je postala suva.
Poslednjim ledenom maksimumu je sledila aleredska oscilacija, topao i vlažan globalni stadijum koji se javio pre oko 13,5 do 13,8 hiljada godina. Zatim je došlo do vrlo brzog početka, možda u roku od samo jedne dekade, hladnog i suvog klimatskog perioda poznog drajasa, koji je doneo subpolarnu klimu većem delu severne Evrope. Preborealni rast temperature se isto tako naglo javio pre oko 10,3 hiljada godina, i do kraja tog perioda pre oko 9,0 hiljada godina temperature su bile slične današnjim novoima, mada je klima bila vlažnija. U ovam periodu se gornji poleolit okončao i započeo je mezolitski kulturni period.
Sa povlačenjem glečera nivoi mora su rasli; Lamanš, Irsko more i Severno more su bili kopno u to vreme, a Crno more je bilo slatkovodno jezero. Naročito je atlantska obala bila u današnjem smislu daleko od mora u većini područja, iako je mediteranska obala bila znatno manje povučena, izuzev na severu Jadranskog i Egejskog mora. Porast nivoa mora se nastavo do pre oko 7,5 hiljada godina (5.500. p. n. e.), tako da je evidencija ljudske aktivnosti duž evropske obale tokom gornjeg paleolita uglavnom izgubljena, mada su neki tragovi pronađeni pomoću ribarskih brodova i pomorske arheologije, posebno iz Dogerlanda, izgubljene oblasti ispod Severnog mora.

## Kulture
- Orinjačka kultura
- Gravetijen
- Solitrejska kultura
- Magdalenijen

## Literatura
- Achilli, Alessandro; Rengo, Chaira; Magri, Chiara; Battaglia, Vincenza; Olivieri, Anna; Scozari, Rosaria; Cruciani, Fulvio; Zeviani, Massimo; Briem, Egill; Carelli, Valerio; Moral, Pedro; Dugoujon, Jean-Michel; Roostalu, Urmas; Loogväli, Eva-Liss; Kivisild, Toomas; Bandelt, Hans-Jürgen; Richards, Martin; Villems, Richard; Santachiara-Benerecetti, A. Silvana; Semino, Ornella; Torroni, Antonio (2004). „The Molecular Dissection of mtDNA Haplogroup H Confirms that the Franco-Cantabrian Glacial Refuge was a Major Source for the European Gene Pool”. American Journal of Human Genetics. 75 (5): 910—918. PMC 1182122 . PMID 15382008. doi:10.1086/425590.
- Adams, Jonathan; Otte, Marcel (1999). „Did Indo-European Languages Spread Before Farming?”. Current Anthropology. 40 (1): 73—77. S2CID 143134729. doi:10.1086/515804.
- Childe, V. Gordon. (1925). The Dawn of European Civilization. New York: Knopf..
- Childe V.Gordon. (1950). Prehistoric Migrations in Europe. Oslo: Aschehoug..
- Cavalli-Sforza L.L., Paolo Menozzi, Alberto Piazza. (1994). The History and Geography of Human Genes. Princeton: Princeton University Press..
- Finnilä, Saara; Lehtonen, Mervi S.; Majamaa, Kari (2001). „Phylogenetic Network for European mtDNA”. American Journal of Human Genetics. 68 (6): 1475—1484. PMC 1226134 . PMID 11349229. doi:10.1086/320591.
- Gimbutas, M (1980). „The Kurgan wave migration (c. 3400–3200 B.C.) into Europe and the following transformation of culture”. Journal of Near Eastern Studies. 8: 273—315.
- Macaulay, Vincent; Richards, Martin; Hickey, Eileen; Vega, Emilce; Cruciani, Fulvio; Guida, Valentina; Scozzari, Rosaria; Bonné-Tamir, Batsheva; Sykes, Bryan; Torroni, Antonio (1999). „The Emerging Tree of West Eurasian mtDNAs: A Synthesis of Control-Region Sequences and RFLPs”. American Journal of Human Genetics. 64 (1): 232—249. PMC 1377722 . PMID 9915963. doi:10.1086/302204.
- Metspalu, Mait, Toomas Kivisild, Ene Metspalu, Jüri Parik, Georgi Hudjashov, Katrin Kaldma, Piia Serk, Monika Karmin, Doron M Behar, M Thomas P Gilbert, Phillip Endicott, Sarabjit Mastana, Surinder S Papiha, Karl Skorecki, Antonio Torroni and Richard Villems. 2004. „Most of the extant mtDNA boundaries in South and Southwest Asia were likely shaped during the initial settlement of Eurasia by anatomically modern humans.”. BMC Genetics. 5
- Piccolo, Salvatore. 2013. Ancient Stones: The Prehistoric Dolmens of Sicily. Abingdon (GB): Brazen Head Publishing.
- Renfrew, Colin. 2001. "The Anatolian origins of Proto-Indo-European and the autochthony of the Hittites." In Greater Anatolia and the Indo-Hittite Language Family, R. Drews ed., pp. 36–63. Washington, DC: Institute for the Study of Man.
- Venemann, Theo. 2003. Europa Vasconica, Europa Semitica. Trends in Linguistic Studies and Monographs No. 138. New York and Berlin: Mouton de Gruyter.
- Wiik, Kalevi. (2002). Europpalaisten Juuret. Athens: Juvaskyl.ä

## Spoljašnje veze
- Revolucija gornjeg paleolitika